# 鄭澣
鄭（776年—839年），本名鄭涵，因避唐文宗諱，故改之，滎陽人，唐代政治人物。

## 生平
宰相鄭餘慶之子。平時以儉素自居，貞元十年進士（794年），長慶年間累遷中書舍人。文宗時拜刑部尚書。充官山南西道節度使。大和四年（830年）朝廷用為戶部尚書，不及就任而卒。贈尚書右僕射。諡曰宣。

## 子孙
- 鄭允謨，宋州刺史
- 鄭從讜，唐僖宗宰相
- 鄭處誨，字延美，吏部侍郎
  - 郑羲，字堯卿
  - 郑福，字子貞
  - 郑祁，字為霖
  - 郑祚
  - 郑祐，字垂吉
    - 郑受益，字謙光
- 郑茂休，初名鄭茂諶